# Луково (Никшић)
Луково је насеље у општини Никшић у Црној Гори. Према попису из 2003. било је 295 становника (према попису из 1991. било је 356 становника).

## Демографија
У насељу Луково живи 227 пунолетних становника, а просечна старост становништва износи 39,6 година (40,0 код мушкараца и 39,2 код жена). У насељу има 83 домаћинства, а просечан број чланова по домаћинству је 3,55.
Ово насеље је углавном насељено Црногорцима (према попису из 2003. године), а у последња три пописа, примећен је пад у броју становника.
|  |

| Демографија | Демографија | Демографија |
| Година      | Становника  | Становника  |
| ----------- | ----------- | ----------- |
|             |             |             |
|             |             |             |
|             |             |             |
|             |             |             |
| 1948.       | 456         |             |
| 1953.       | 489         |             |
| 1961.       | 487         |             |
| 1971.       | 527         |             |
| 1981.       | 402         |             |
| 1991.       | 356         | 355         |
| 2003.       | 295         | 295         |
|             |             |             |

| Етнички састав према попису из 2003.‍ | Етнички састав према попису из 2003.‍ | Етнички састав према попису из 2003.‍ | Етнички састав према попису из 2003.‍ | Етнички састав према попису из 2003.‍ |
| ------------------------------------ | ------------------------------------ | ------------------------------------ | ------------------------------------ | ------------------------------------ |
|                                      |                                      |                                      |                                      |                                      |
| Црногорци                            | Црногорци                            |                                      | 204                                  | 69,15%                               |
| Срби                                 | Срби                                 |                                      | 91                                   | 30,84%                               |
| непознато                            | непознато                            |                                      | 0                                    | 0,0%                                 |

| Година пописа     | 1948. | 1953. | 1961. | 1971. | 1981. | 1991. | 2003. |
| ----------------- | ----- | ----- | ----- | ----- | ----- | ----- | ----- |
| Број домаћинстава | 95    | 92    | 93    | 97    | 94    | 90    | 83    |

| Број чланова      | 1  | 2  | 3  | 4  | 5 | 6  | 7  | 8 | 9 | 10 и више | Просек |
| ----------------- | -- | -- | -- | -- | - | -- | -- | - | - | --------- | ------ |
| Број домаћинстава | 83 | 14 | 22 | 10 | 8 | 11 | 12 | 1 | 4 | 1         | 0      |

| Пол    | Укупно | Неожењен/Неудата | Ожењен/Удата | Удовац/Удовица | Разведен/Разведена | Непознато |
| ------ | ------ | ---------------- | ------------ | -------------- | ------------------ | --------- |
| Мушки  | 125    | 57               | 60           | 4              | 4                  | 0         |
| Женски | 110    | 20               | 60           | 29             | 1                  | 0         |
| УКУПНО | 235    | 77               | 120          | 33             | 5                  | 0         |

| Пол    | Укупно                    | Пољопривреда, лов и шумарство | Рибарство                            | Вађење руде и камена | Прерађивачка индустрија       |
| ------ | ------------------------- | ----------------------------- | ------------------------------------ | -------------------- | ----------------------------- |
| Мушки  | 44                        | 0                             | 0                                    | 2                    | 24                            |
| Женски | 8                         | 0                             | 0                                    | 0                    | 3                             |
| УКУПНО | 52                        | 0                             | 0                                    | 2                    | 27                            |
| Пол    | Производња и снабдевање   | Грађевинарство                | Трговина                             | Хотели и ресторани   | Саобраћај, складиштење и везе |
| Мушки  | 1                         | 4                             | 0                                    | 0                    | 2                             |
| Женски | 0                         | 0                             | 1                                    | 0                    | 0                             |
| УКУПНО | 1                         | 4                             | 1                                    | 0                    | 2                             |
| Пол    | Финансијско посредовање   | Некретнине                    | Државна управа и одбрана             | Образовање           | Здравствени и социјални рад   |
| Мушки  | 1                         | 0                             | 5                                    | 3                    | 0                             |
| Женски | 0                         | 0                             | 0                                    | 2                    | 1                             |
| УКУПНО | 1                         | 0                             | 5                                    | 5                    | 1                             |
| Пол    | Остале услужне активности | Приватна домаћинства          | Екстериторијалне организације и тела | Непознато            | Непознато                     |
| Мушки  | 1                         | 0                             | 0                                    | 1                    | 1                             |
| Женски | 1                         | 0                             | 0                                    | 0                    | 0                             |
| УКУПНО | 2                         | 0                             | 0                                    | 1                    | 1                             |